# Porro (famiglia)

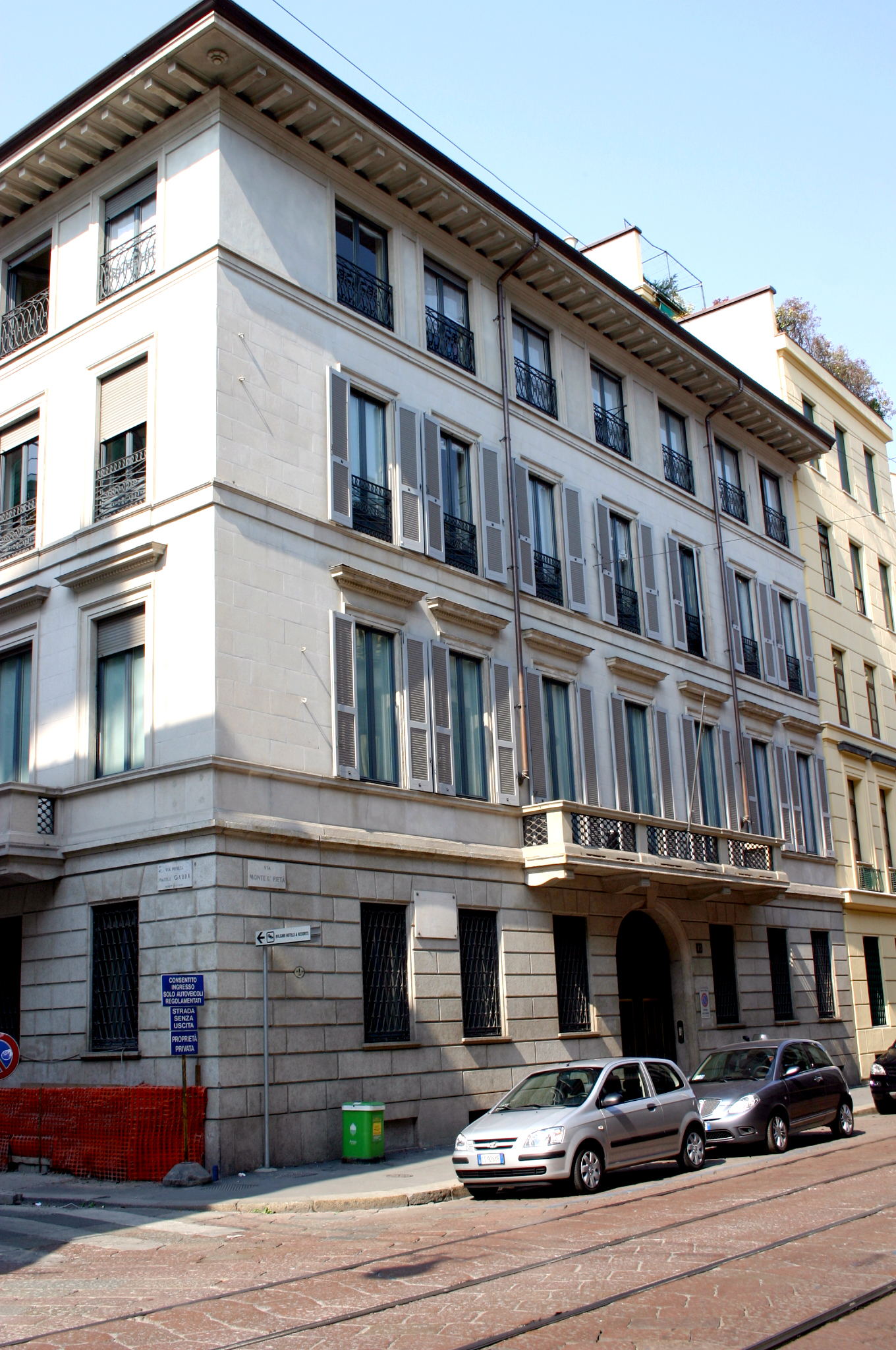
Palazzo Porro a Milano

La famiglia Porro è un casato nobile di Milano e della Lombardia, i cui membri rivestirono cariche alla corte dei Visconti. Furono Feudatari sovrani della Brianza e Signori di Monza, Como, Lecco e Lissone durante tutto il Medioevo. Il centro dei loro domini convergeva su Lentate sul Seveso.
Il casato nei secoli successivi ebbe particolare rilievo sia presso la corte imperiale austriaca, del Sacro Romano Impero, sia presso la corte napoleonica del Regno d'Italia.

## Storia familiare

Stemma personale di Luigi Porro-Lamberténghi

Il primo membro noto della famiglia risulta essere un certo Porreto de Porris, citato in alcuni documenti alla metà del XII secolo, mentre le notizie si fanno più consistenti con Ottone de Porris, citato nel 1191 come procuratore della badessa di San Vittore di Meda, signore feudale dei territori di Copreno, Seveso, Meda Barlassina e Lentate e "cavaliere banderese", ossia con disponibilità di un seguito armato e di propri vessilli o bandiere. Sembra, dalla presenza dell'aquila imperiale (capo dell'impero) nello stemma, che appartenesse alla fazione ghibellina.
I discendenti, Oldone I, Oldone II e Ottone II risiedettero nel castello di Copreno, in precedenza possesso dell'abbazia di San Simpliciano di Milano.
Nel 1252 Pietro e Alberto parteciparono alla congiura contro l'inquisitore Pietro da Verona, ucciso nel castello di Farga, presso Seveso e furono costretti alla fuga, con l'aiuto del podestà di Milano, Pietro Avogadro. Successivamente i Porro e gli Avogadro si contesero il controllo del castello di Copreno.

### Stefano Porro di Brianza
Stefano Porro di Brianza (detto anche Stefanolo, nato intorno al 1315, figlio di Beltramo) fu signore sovrano della Brianza e diede inizio al dominio della sua casata sui territori tra Milano e Como. Egli possedeva anche un palazzo a Milano, presso Porta Romana, nel sestiere riservato a Bernabò Visconti. Stefano fece carriera alla corte ducale e svolse missioni diplomatiche per conto dei Visconti presso l'imperatore Carlo IV, in Boemia e presso le varie corti signorili dell'Italia settentrionale, per l'invito alle nozze tra Gian Galeazzo Visconti e Isabella di Valois. Nel 1362 rivestì la carica di cancelliere a Milano e fu quindi tesoriere ducale a Mantova. Nel 1367 fu nuovamente ambasciatore dei Visconti presso l'imperatore e l'anno seguente era di nuovo a Mantova. Alla corte di Milano ebbe la carica di "consigliere segreto". Presso la corte ereditata dal padre a Lentate fondò nel 1369 la chiesa dedicata a Santo Stefano martire, destinato ad ospitare le sepolture della famiglia e rimasto tuttavia inutilizzato. Nel 1371 ottenne il titolo di marchese di Val Trebbia, il feudo di Corte Brugnatella, il castello di Zerba, e il privilegio fu reso ereditario nel 1385, dopo la sua morte. Nel 1378 fu a Tortona come inviato della moglie di Bernabò Visconti, Regina.

## Il casato oggi
Oggi i Porro, risiedenti in Brianza, posseggono ancora il titolo di "Conte sovrano", concesso nel 1005 dall'imperatore Enrico II il Santo. La casata Porro di Brianza, famiglia feudale con giurisdizione su sparsi territori della pianura brianzola, monzese e milanese, oltre che sulle alture del Comasco e del lecchese, è uno dei pochi rami del casato non ancora estinti, e tuttora vive nei pressi di Monza.
I centri principali dell'antico Contato Imperiale di Brianza sono state Lentate sul Seveso e Copreno, mentre alcune zone, come Monza e Lissone, avevano i loro "governatori", rappresentanti del Conte sovrano.

### Principali membri del casato
- La cugina del conte Stefano Porro di Brianza, Donnina, figlia del giureconsulto Leone Porro di Copreno, fu a partire dagli anni 1360 la consorte di Bernabò Visconti, al quale diede almeno quattro figli e che sposò dopo la morte della prima moglie, Regina Della Scala. Nel testamento di Bernabò, redatto nel 1379, ebbe insieme al figlio Lancillotto il feudo di Pagazzano alla Ghiara d'Adda e gli usufrutti di Niguarda. L'eredità le venne contestata da Gian Galeazzo Visconti, ma venne riconosciuta più tardi da Filippo Maria Visconti.
- Un altro membro della famiglia, Lanfranco fu podestà milanese a Tortona nel 1376. A Lentate fondò l'oratorio di Mocchirolo, decorato con affreschi attualmente conservati presso l'Accademia di Brera.
- Appartenne alla famiglia anche il beato Giovannangelo Porro (1451-1505), monaco presso il convento dei Servi di Santa Maria di Milano (ora chiesa di san Carlo, dove si conserva il suo corpo, ritenuto miracolosamente incorrotto). San Carlo Borromeo sarebbe stato guarito da fanciullo per sua intercessione.

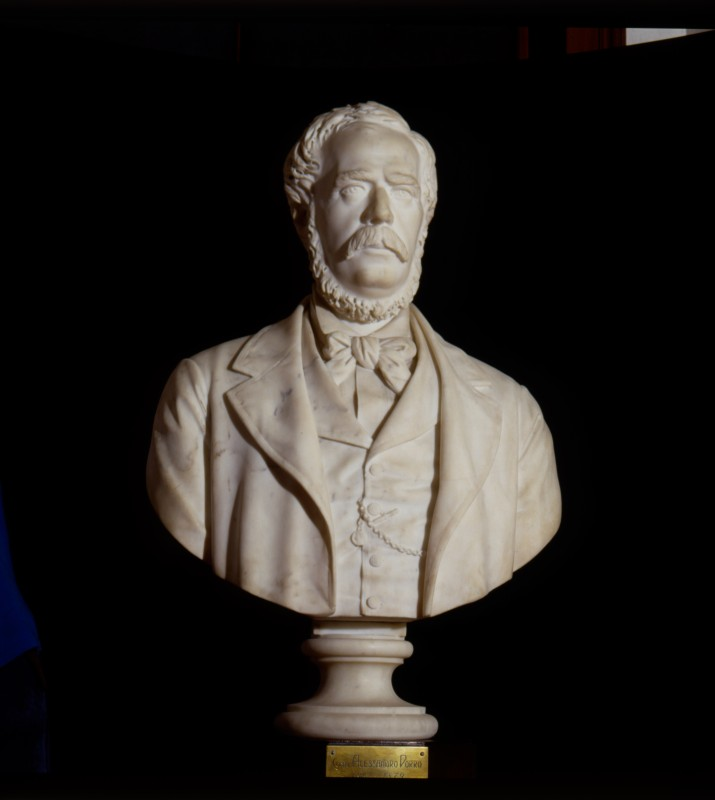
Busto del Conte Alessandro Porro

### Altri membri del casato
Tra gli altri membri della famiglia, si ricordano di seguito, coloro che hanno avuto cariche o particolari meriti storici:
- Aimerico, potestà di Cremona (1394);
- Giacomo, sindaco di Milano (1448-1450);
- Lodovico, podestà di Cremona (1528);
- Pietro Paolo, compositore (1577);
- Andrea, podestà di Torino (1626);
- Francesco (1694-1753), podestà di Novara e Tortona, che ottenne il feudo di Santa Maria della Bicocca dal re di Sardegna;
- Gian Pietro Porro (1773-1851), podestà di Como, consigliere dell'imperatore austro-ungarico e fondatore della Cassa di Risparmio delle Provincie Lombarde;
- Luigi Porro Lambertenghi (1780-1860, conte) che nel 1815 impiantò la prima industria per l'illuminazione a gas della Lombardia, e nel 1818 finanziò insieme a Federico Confalonieri la rivista Il Conciliatore diretta da Silvio Pellico;
- Alessandro (1814-1879) che fece parte del governo provvisorio, formato in occasione delle Cinque giornate di Milano, fu governatore di Genova e dopo il 1860 fu nominato senatore del regno d'Italia. Suo fratello Carlo (1813-1848), anch'egli fervente patriota, morì durante le Cinque giornate;[6]

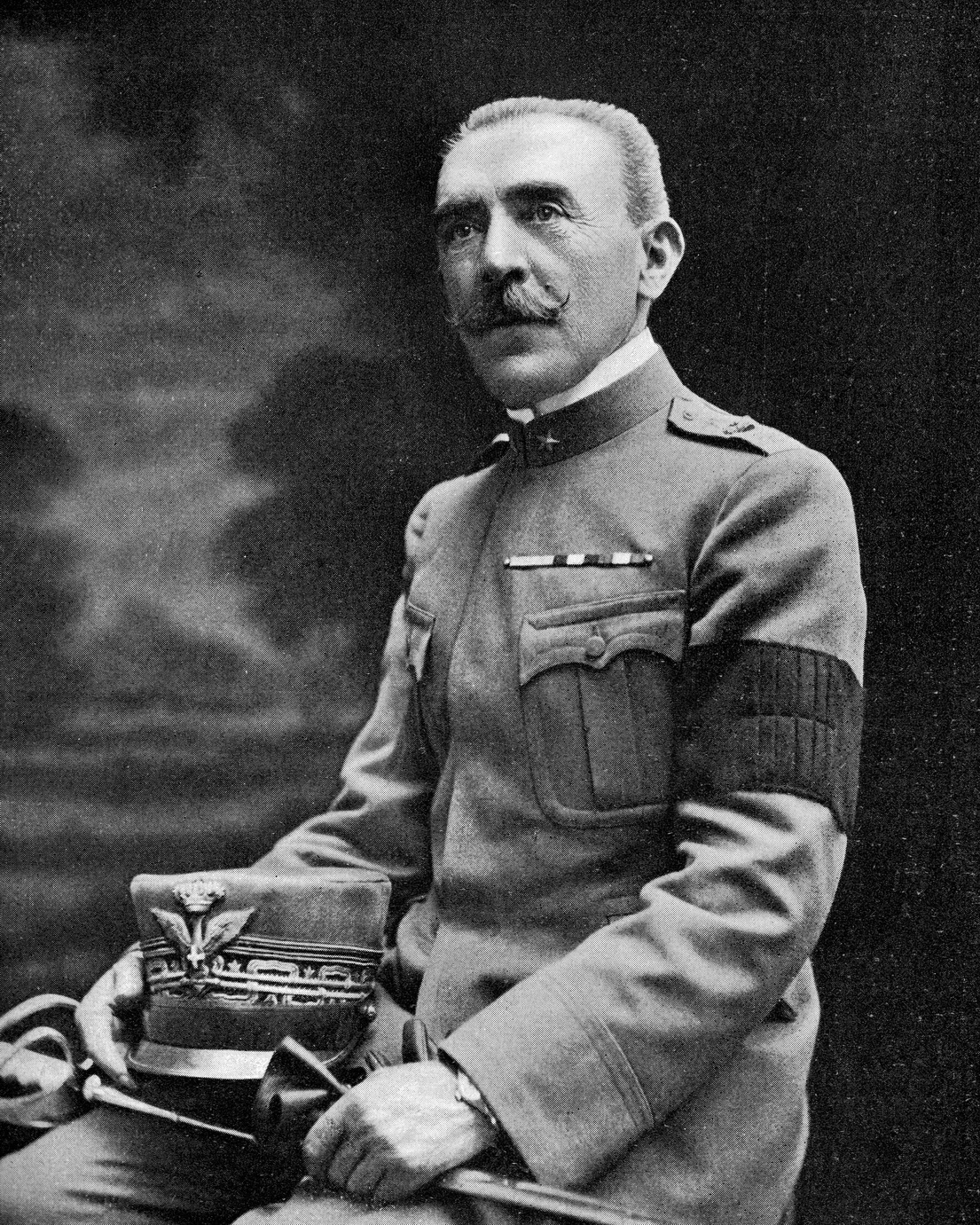
Il conte Carlo Porro, ministro del regno d'Italia

- Carlo Porro (1854-1939), sottocapo di stato maggiore dell'esercito Italiano (aprile 1915 - novembre 1917), nominato da Mussolini generale di corpo d'armata e ministro di stato;
- Cesare Porro (1865-1940), geologo.
- Gian Giacomo Porro, archeologo

## Ramo Porro di Andria (Puglia)
La famiglia Porro, che da pubblici atti risulta risiedere ad Andria sin dall'inizio del Cinquecento, ebbe continuità e sviluppo fino alla presente generazione.
I Porro, per vincoli di nozze, s'imparentarono successivamente con distinti casati della città e della regione, quali Longo (1560 circa), Brudaglio (1650 circa), Scazzilli (1700 circa), Paradis (1770 circa), Jannuzzi (1830), D'Urso (1873), Scardinale (1920).
I fratelli Giovanni e Michele Porro furono, tra la fine del 700 e l'inizio dell'800, canonici della Cattedrale. Essi stessi, con l'altro fratello Francesco Paolo, acquistarono nel 1817 dal duca di Andria, don Francesco Carafa, un esteso latifondo denominato «Quadrone», che fu sempre cura delle successive generazioni.

### Membri celebri del ramo Porro di Andria
Nicola Porro, durante i primi moti del Risorgimento italiano, partecipò attivamente al patriottico movimento, così che nel 1825 fu denunziato e condannato, insieme ad altri 23 andriesi, come settario.
Riccardo Porro fu Guardia d'onore di Ferdinando II, che sceglieva in ogni città del Regno le famiglie più cospicue per tenerle legate al suo trono vacillante.
Stefano Porro, per le sue spiccate doti sacerdotali, fu da Leone XIII nominato vescovo di Cesaropoli. Attivo coadiutore del vescovo di Andria infermo, fu per la sua città largamente munifico in molteplici opere di culto, specialmente con la costruzione, a tutte sue spese, di un importante tempio a tre navate intitolato alla Santissima Vergine Immacolata.
Erede di queste tradizioni familiari è oggi Vincenzo Porro, figlio di Giovanni, coniugato con Maria Scardinale di Gravina. Alacre ed appassionato agricoltore, egli ha portato nell'azienda avita quello spirito moderno di riforma razionale che deve ormai potenziare le intime ricchezze della terra italiana e pugliese in particolare.
I Porro, che nel 700 abitarono la bella casa barocca in Via Corrado IV di Svezia e nell'800 l'ampia casa in via De Anellis – tuttora abitata da congiunti, ebbero anche un palazzo in Piazza Umberto I, che appunto Vincenzo rifece ed ampliò con un ricco prospetto moderno.
Egli stesso acquistò, sistemandola con ogni conforto, una villa sulla via di Corato, mentre riordinò ogni cespite dell'economia familiare. Ma la sua cura particolare fu ed è la masseria « Quadrone » che, a mano a mano migliorata, dai suoi avi, è stata per sua iniziativa arricchita con un vasto vigneto e un moderno stabilimento vinicolo.
Tratto da “Puglia d'Oro

## Titoli della famiglia

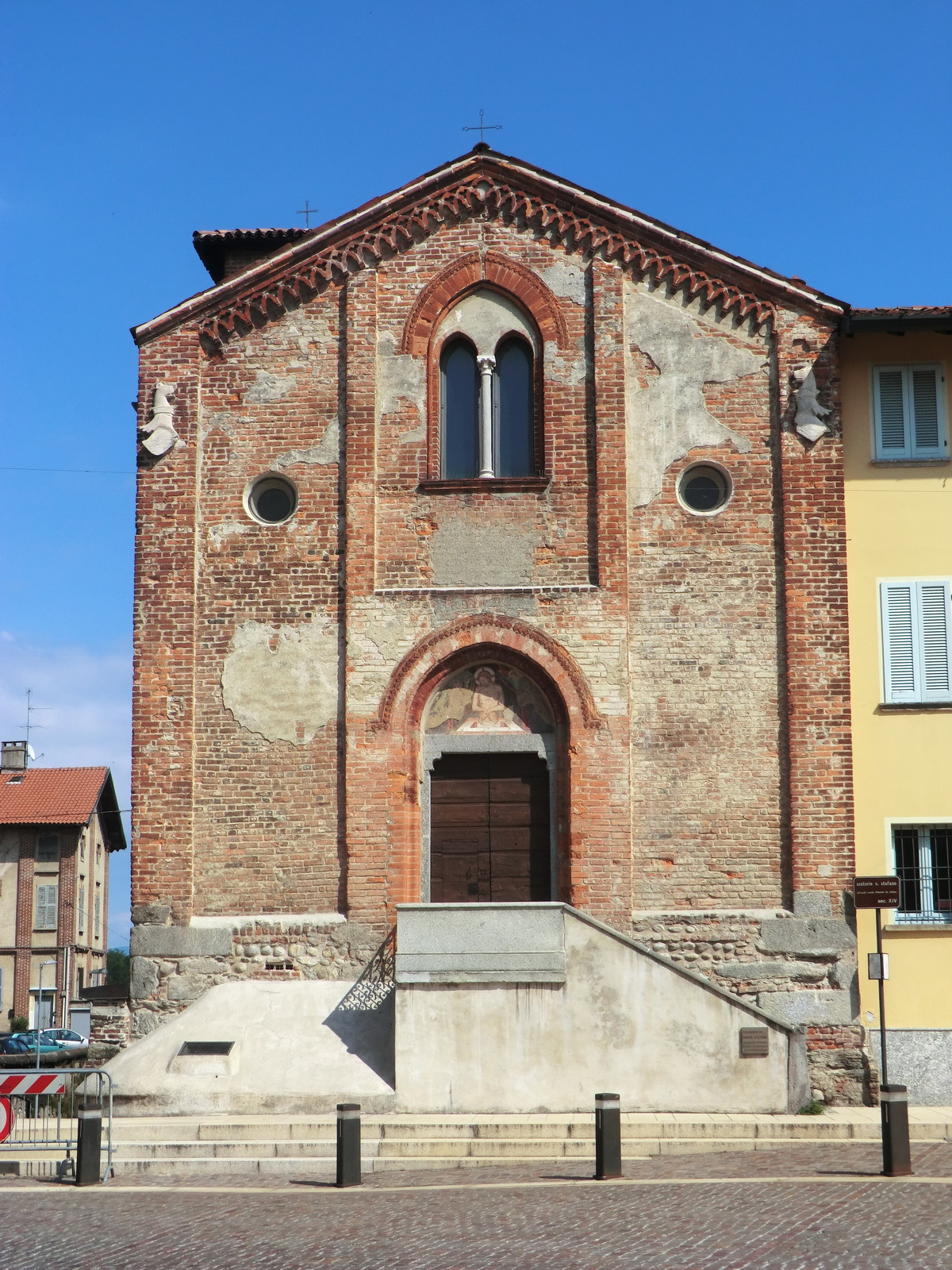
Santo Stefano a Lentate, mausoleo della famiglia Porro

- conti sovrani di Brianza - solo ramo principale,
- marchesi di Val Trebbia - solo ramo principale,
- conti palatini e cavalieri imperiali del Sacro Romano Impero - solo ramo principale,
- marchesi di Milano - solo ramo collaterale Porro-Lambertenghi,
- marchesi di Asnago - solo ramo collaterale Porro-Lambertenghi,
- conti di Pollenzo e Santa Vittoria - solo ramo principale,
- conti di Santa Maria della Bicocca - solo ramo collaterale Porro di Santa Maria della Bicocca,
- conti di Lecco - solo ramo collaterale Porro-Schiaffinati,
- conti di Como - solo ramo collaterale Porro-Schiaffinati,
- conti di Sant'Albino - solo ramo collaterale Porro-Schiaffinati,
- conti di Monza - solo ramo collaterale Porro-Schiaffinati,
- conti di Lentate sul Seveso - solo ramo principale,
- conti di Rovello Porro e Rovellasca - solo ramo collaterale Porro di Santa Maria della Bicocca,
- signori di Cervere - solo ramo principale,
- signori di Vespolate - solo ramo principale,
- signori di Induno Olona - solo ramo collaterale Porro di Santa Maria della Bicocca,
- signori di Lissone - solo ramo principale,
- signori di Asti,
- signori di Genova,
- cavalieri del Ducato di Milano - solo ramo principale.

## Principali parentele
- famiglia Visconti, duchi di Milano e della Lombardia,
- famiglia Moriggia, Marchesi e patrizi milanesi,
- dinastia dei Paleologi, imperatori dell'Impero Bizantino
- famiglia Borromeo, nobili lombardi,
- famiglia Caccia-Dominioni, nobili lombardi,
- famiglia Casati, nobili lombardi,
- famiglia Castelli, nobili lombardi,
- famiglia Verri, nobili lombardi,
- famiglia Aliprandi, signori di Monza e dell'omonima località Aliprandi,
- famiglia Melzi d'Eril, nobili di Milano,
- famiglia Serbelloni, nobili lombardi,
- famiglia Greppi, nobili lombardi,
- famiglia Odescalchi, nobili lombardi,
- famiglia Medici, signori di Toscana,
- famiglia Doria, principi di Loano e signori liguri,
- famiglia Este, signori di Ferrara, Modena e Reggio Emilia,
- famiglia Malatesta, signori di Rimini e della Romagna,
- famiglia Della Scala, signori di Verona,
- famiglia Falier, nobili veneti,
- famiglia Mocenigo, nobili veneti.

## Conti di Santa Maria della Bicocca (1729)
- Francesco (1694-1753), I conte di Santa Maria della Bicocca
- Giovanni Battista (1736-1811), II conte di Santa Maria della Bicocca
- Gian Pietro (1773-1851), III conte di Santa Maria della Bicocca
- Alessandro (1814-1879), IV conte di Santa Maria della Bicocca
- Carlo (1854-1939), V conte di Santa Maria della Bicocca
- Cesare (1865-1940), VI conte di Santa Maria della Bicocca
- Alessandro (1908-1976), VII conte di Santa Maria della Bicocca
- Cesare (1936-?), VIII conte di Santa Maria della Bicocca
- Giulio (1938-?), IX conte di Santa Maria della Bicocca
- Antonio (n. 1940-?), X conte di Santa Maria della Bicocca